# Maliactu
MaliAct est un journal d'information malien publié exclusivement sur Internet fondé par Séga Diarrah et faisant appel à de nombreuses collaborations et sources externes.
MaliActu couvre un large éventail de domaines : actualité, politique, culture, divertissement, médias, religion, vie quotidienne, affaires, etc. Il a été lancé le 7 avril 2007.
Le site traite de l'actualité malienne et africaine.

## Historique
La première version du site internet reprenait l'ensemble des articles de la presse écrite malienne.
Le site a connu une période d'inactivité entre 2008 et 2009.
En 2011, le site effectue la diffusion de la chaîne nationale du Mali ORTM Télévision nationale.
En juillet 2012, le site conclut un partenariat avec l'Agence France-Presse.
En octobre 2012, le site fait face à un recours collectif de fournisseurs de Le Bouquet Africain qui réclament  l'arrêt de la diffusion de la chaîne de Nollywood TV. Un accord à l'amiable fut conclu après une procédure judiciaire auprès du tribunal de première instance de Paris.
En avril 2013, le site conclut un partenariat avec l'agence de Presse Chine Nouvelle Xinhua.
Le site subit régulièrement des pressions à cause des analyses et reportages qu'il publie. En 2013, selon un entretien avec Associated Press, le site a été obligé de retirer un article sous la pression des autorités militaires,,. Et en décembre 2013, le rédacteur en chef du journal a fait l'objet de menaces et d'intimidation après avoir publié un article sur des exécutions extrajudiciaires dans le Nord du Mali.
Le mercredi 21 février 2018, trois journalistes de Maliactu sont interpellés dans les locaux de la rédaction et placés en garde à vue à cause de la ligne redactionnelle du journal qui dénonce certaines dérives du gouvernement.
Le site béneficie de plusieurs partenariats dans le cadre de la formation de ses journalistes.

## Auteurs
- Séga Diarrah
- Mamadou Makadji
- Zoumana Diakité
- Salif Diarrah
- Aliou Hasseye
- Gaoussou Traoré
- Ousmane Tiéni Konaté